# Virius Lupus
 (novembre 2023).
Si vous disposez d'ouvrages ou d'articles de référence ou si vous connaissez des sites web de qualité traitant du thème abordé ici, merci de compléter l'article en donnant les références utiles à sa vérifiabilité et en les liant à la section « Notes et références ».
Virius Lupus, né vers 160 et mort après 205, est un militaire et homme politique romain.

## Biographie
Il est probablement le fils de Virius Agricola, procurateur des Augustes, et de son épouse Sallustia Iulia.
Durant la guerre civile qui suit le meurtre de Pertinax, en 193, Virius Lupus est légat en Germanie et soutient Septime Sévère. En 196, ses troupes sont vaincues par celles de Clodius Albinus, prétendant au trône impérial lui-même vaincu par la suite par Septime Sévère. Une fois celui-ci débarrassé de tous ses concurrents, en 197, il nomme Virius Lupus légat gouverneur de Bretagne pour y rétablir l'ordre. Il est assisté dans sa tâche par Sextus Varius Marcellus et demeure gouverneur de Bretagne jusqu'en 201 ou 202.
Il s'est marié avec Julia. Ils ont eu pour fille Viria Juliana, fl. 241, femme de Lucius Alfenius Avitianus, fl. 241, fils de Lucius Alfenius Avitianus.